# Vranovići (Kotor)
Pour les articles homonymes, voir Vranovići.
Vranovići (en serbe cyrillique : Врановићи) est un village du sud-ouest du Monténégro, dans la municipalité de Kotor.

## Démographie

### Évolution historique de la population
| 1948 | 1953 | 1961 | 1971 | 1981 | 1991 | 2003 |
| ---- | ---- | ---- | ---- | ---- | ---- | ---- |
| 237  | 254  | 246  | 221  | 232  | 209  | 133  |